# Petre Ștefănescu Goangă
Petre Ștefănescu Goangă (n. 3 martie 1902, Brăila – d. 5 septembrie 1973, București) a fost un bariton, cântăreț de operă român și pedagog. Și-a făcut studiile la Paris și a cântat pe multe scene europene.

## Viața
Bunicul dinspre mamă al lui Ștefănescu Goangă a fost pictorul Petre Alexandrescu (1828, Craiova - 1899, Brăila), absolvent al Academiei de Pictură din Roma, cel care a realizat, începând din anul 1864, pictura bisericii “Sf. Nicolae”, de pe Ana Aslan. Sosit la Brăila, acesta a cunoscut-o pe fata lui Ianache Rally, un armator grec bogat, proprietarul teatrului și al hotelului cu același nume. Soții Athena și Petre Alexandrescu au avut opt copii. Al optulea copil, Cecilia, pianistă renumită, s-a căsătorit cu Gheorghe Ștefănescu Goangă, Petre fiind singurul lor descendent.
Pleacă la Paris, la îndrumarea lui George Enescu, unde se înscrie și urmează cursurile Facultății de Drept. În paralel, studiază și muzica, cu profesoara de canto Felia Litvinne, actoria cu Georges Saillard, cu Gabriel Joudoin studiaza lied-ul, cu tenorul Salignac – arta scenică, iar cu regizorul Labisse, regia de operă. În martie 1924, are debutul la Paris, în cadrul unei audiții. Evenimentul a stârnit un deosebit interes în presa franceză, ziarul Le Figaro din 29 mai 1924 remarcând că „acest artist de 20 de ani posedă o voce superbă și promite să devină un strălucit urmaș al lui Titta Ruffo și Battistini”.
La vârsta de 22 de ani debutează pentru prima dată pe scena Operei din Bordeaux, în rolul lui ‘Mefisto’, din opera Faust, de Charles Gounod. Ajunge, după aceea, să susțină rolul lui ‘Athanael’ din Thaïs, de Jules Massenet, pe scenele mai multor opere din Franța. Momentul trecerii de la vocea de bas la cea de bariton, se produce în anul 1926, pe scena Operei din Toulouse, unde cântărețul îl interpretează pe ‘Tonio’, din opera Paiațe, de Ruggiero Leoncavallo. Între anii 1928-1931, atinge apogeul carierei lirice în străinătate, urcând pe scena teatrului Theatre Royal de la Monnaie, din Bruxelles, precum și la Rouen, Amsterdam, Anvers, Rotterdam, Gand, Haga, Barcelona, Bruges și Namur.
Revenit în țară, între anii 1932 și 1934, a fost solist la Opera Română din Cluj, interpretând: Tosca, Paiațe, Cavalleria rusticana, Trubadurul, Traviata, Flautul fermecat, Tannhauser și Lohengrin, Rigoletto și Maeștrii cântăreți din Nürnberg.
Din anul 1949 devine și pedagog, preluând catedra de canto a Conservatorului din București, și ducând pe culmile succesului numeroși cântăreți. Preda, de asemenea, și în Operele Române din Iași și Timișoara, în perioada anilor 1962-1964. Deși mai mulți membri ai familiei sale, printre care Mihail și Florian Ștefănescu-Goangă, au fost aruncați în închisorile comuniste ca deținuți politici, celebrul bariton a fost distins cu titlurile de Artist Emerit, în 1950, și Artist al Poporului, în 1952.
Petre Ștefănescu-Goangă este probabil cel mai cunoscut pentru interpretarea sa briliantă a operei Rigoletto. Marele cântăreț a decedat la București, la data de 5 septembrie 1973.

## Filmografie
A jucat în filmul Pantoful Cenușăresei, inspirat din basmul popular „Cenușăreasa”, film realizat în 1969 de regizorul Jean Georgescu.

## In memoriam
În Brăila, Piața Poligon 2, se află casa în care s-a născut Petre Ștefănescu Goangă. Clădirea, ridicată la sfârșitul sec. XIX, a fost declarată monument istoric, cu Cod LMI: BR-IV-m-B-02167. La 12 august 2011, primarul Aurel Simionescu și secretarul de stat Răzvan Murgeanu au semnat implementarea proiectul pentru reabilitarea edificiului. În valoare totală de 1,9 milioane de lei, proiectul a constat în renovarea clădirii din patrimoniul cultural al municipiului Brăila ce poartă numele artistului brăilean. În prezent, Casa de Cultură "Petre Ștefănescu-Goangă" găzduiește evenimente culturale și artistice și activități educaționale pentru tinerii brăileni.
La Curtea de Argeș, pe Str. Viorelelor nr.1, se află o casă construită în stil tradițional argeșean în secolul XVIII, cunocută sub denumirea de „Casa Goangă”, care a aparținut bunicilor cântărețului. Între anii 1969-1972, această casă a avut statut de muzeu, adăpostind mai apoi biblioteca orașului. Casa a re-intrat în posesia familiei Ștefănescu-Goangă în 1996 și a trecut de asemenea printr-un proces amplu de restaurare.

## Distincții
- Ordinul Meritul Cultural în gradul de Cavaler cl. II, pentru muzică (23 septembrie 1942)[8]
- titlul de Artist Emerit al Republicii Populare Române (28 aprilie 1951)[9]
- titlul de Artist al Poporului din Republica Populară Română (12 martie 1952)[10]
- Ordinul Muncii clasa a II-a (19 aprilie 1952) „pentru zelul și munca depusă în realizarea spectacolului «Rusalka» la un nivel artistic excepțional”[11]
- Ordinul „Meritul Cultural” clasa I (12 septembrie 1968) „pentru activitate îndelungată și merite deosebite în activitatea muzicală”[12]